# جون بي. كينيدي
جون بي. كينيدي (بالإنجليزية: John P. Kennedy)‏ (25 أكتوبر 1795، بالتيمور في الولايات المتحدة - 18 أغسطس 1870، نيوبورت في الولايات المتحدة)؛ شاعر، سياسي، كاتب، محامي وروائي أمريكي.

## روابط خارجية
- جون بي. كينيدي على موقع الموسوعة البريطانية (الإنجليزية)
- جون بي. كينيدي على موقع إن إن دي بي (الإنجليزية)